# Bié
Bié är en provins i centrala Angola med en yta på 70 314 km² och omkring 800 000 invånare. Delstatens huvudstad är Kuito.

## Geografi
Större delen av Bié och hela provinsen Huambo ligger på det angolanska höglandet med högsta höjd 1852 m. ö. h. Floden Kwanza har sina källor i provinsen och rinner åt nordväst och bildar gräns mot provinsen Malanje. I sydväst bildar floden Cuchi gräns mot provinserna Cuando-Cubango och Huila.
Klimatet är tempererat med rik nederbörd, vilket har skapat den bästa odlingsmarken i Angola. Jordbruket producerar majs, socker, ris, kaffe och jordnötter.
Genom provinsen går Benguelajärnvägen från Atlanten till Luena i provinsen Moxico och vidare till Katanga, DR Kongo.

## Demografi

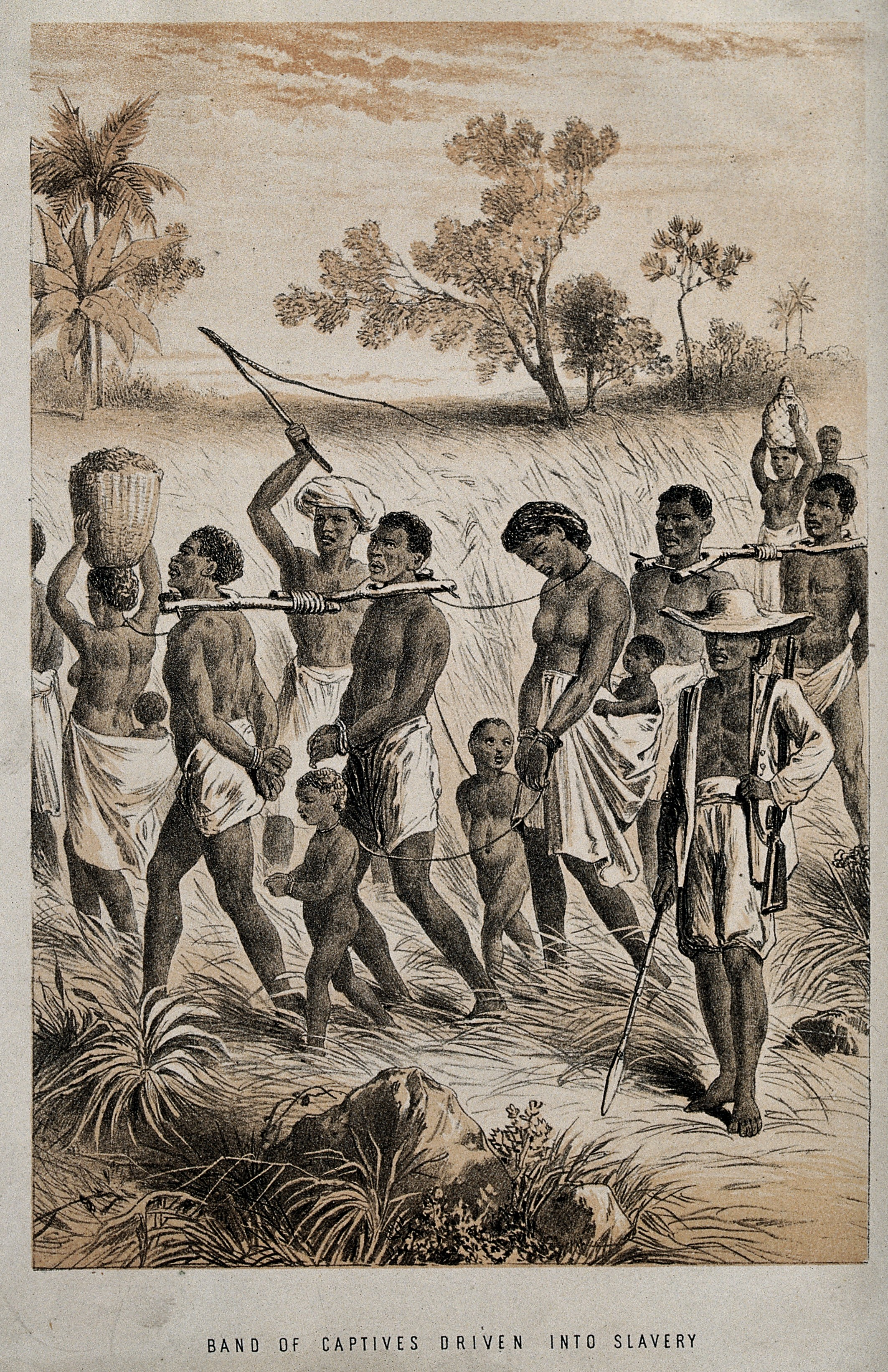
Män och kvinnor som förs till slavmarknaden

Befolkningen 2014 beräknas till 1 119 000 invånare. De största kommunerna i provinsen är: Kuito, Camacupa, Catabola, Cuemba, Catumbela och Chissamba. Dominerande folkgrupp är Ovimbundu, med undergruppen Bieno. Där finns även mindre antal ur folkgruppen Nganguela.

## Historia
Ovimbundu var ett krigarfolk som levde på jordbruk och boskapsskötsel på höglandet i södra Angola. De var organiserade i mindre kungariken och förde krig mot andra folk. Portugiserna vid kusten efterfrågade slavar, som arbetskraft på plantager i norra Angola och i Brasilien. Ovimbundu kunde leverera slavar från inlandet till kusten och Luanda och Benguela blev stora exporthamnar.

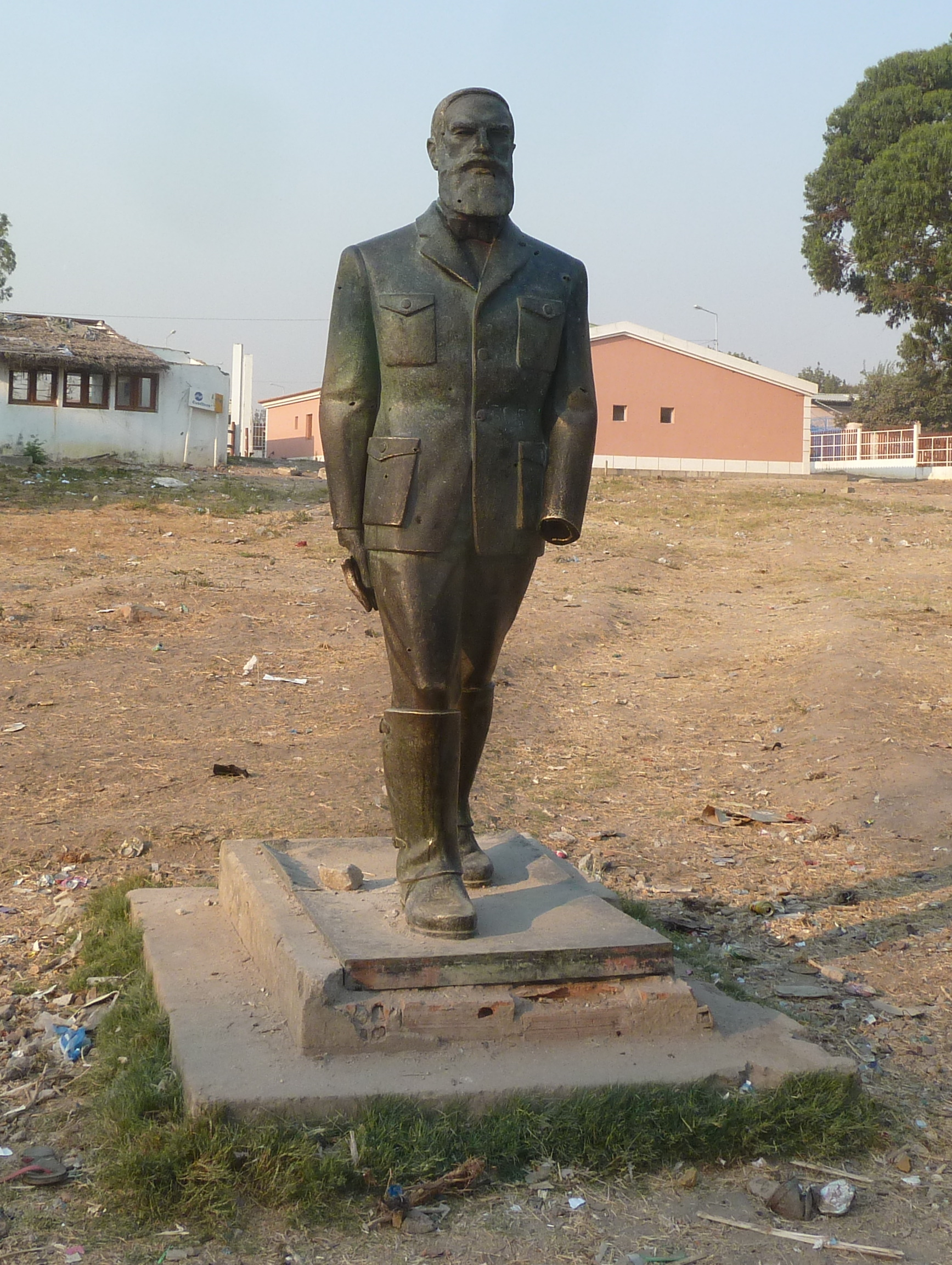
António daSilva Porto

På 1830-talet blev handel med slavar förbjudet och USA:s flotta börjar stoppade slavskepp från Västafrika och Angola. Den portugisiska slavhandlaren António da Silva Porta lämnade Luanda och flyttade till Benguela för att handla med elfenben och andra varor. Han reste vidare till högländerna och byggde ett handelshus i Bié 600 kilometer från kusten. Silva Porto inledde ett samarbete med kungen av Viye och blev erbjuden att gifta sig med en dotter. Silva Porta blev en framgångsrik handelsman och upptäcktsresande och respekterad nybyggare. Samhället som han grundade blev stad 1925 och döptes av portugiserna för Silva Porto.
Mellan 1904 och 1910 byggdes Benguelajärnvägen. 1975 blev Angola självständigt och provinsens huvudstad döptes om till Kuito. Under inbördeskriget 1975 - 2002 mellan MPLA och UNITA drabbades provinsen hårt och Kuito förstördes. Återuppbyggnaden av den gamla vackra staden pågår fortfarande.

### Landminor
Under kriget användes landminor och många människor drabbades och blev invalider. År 1997 besökte prinsessan Diana Bié och hennes besök resulterade i Ottawafördraget, som förbjuder användning av landminor.